# 南怡島
南怡島（：／ Nami seom */?），是韓國江原道春川市的小島，位於首爾以東63公里，與京畿道加平郡加平邑隔北漢江相望。該島是在1944年興建清平水库時江水淹沒而形成的半月狀島嶼。許多南韓的偶像劇都曾在此取景，比較為人熟悉的是2002年播放由裴勇俊及崔智友主演的《冬季戀歌》。
步行繞島一圈耗時2-3小時，遊人亦可免費租借自行車。南怡島上飼養了數隻鴕鳥，另外島上亦设有數間餐廳。島上亦是一個赏枫熱點。

## 歷史
小島得名源於南怡將軍（1441年-1468年）。朝鲜王朝第七代王朝時期，南怡將軍平定叛亂有功，27歲官封兵曹判書，但世祖死后睿宗登基，將軍受逆賊誣陷，於28歲英年早逝，死後埋骨島上。

## 外部連結

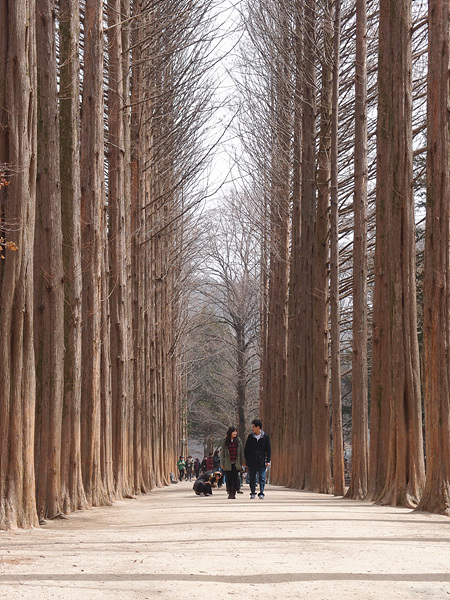
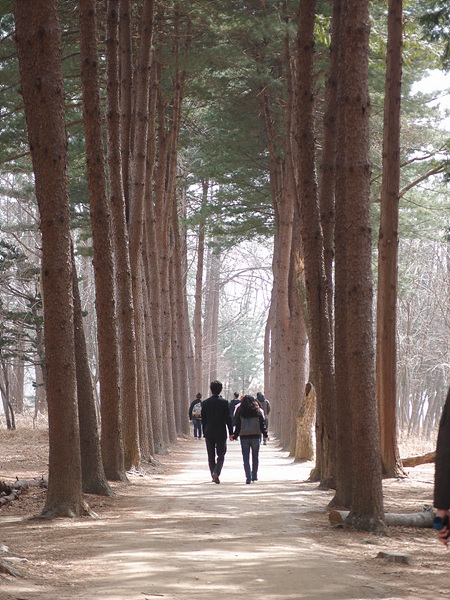

- 韓國旅遊官方網站